# タラボシ山

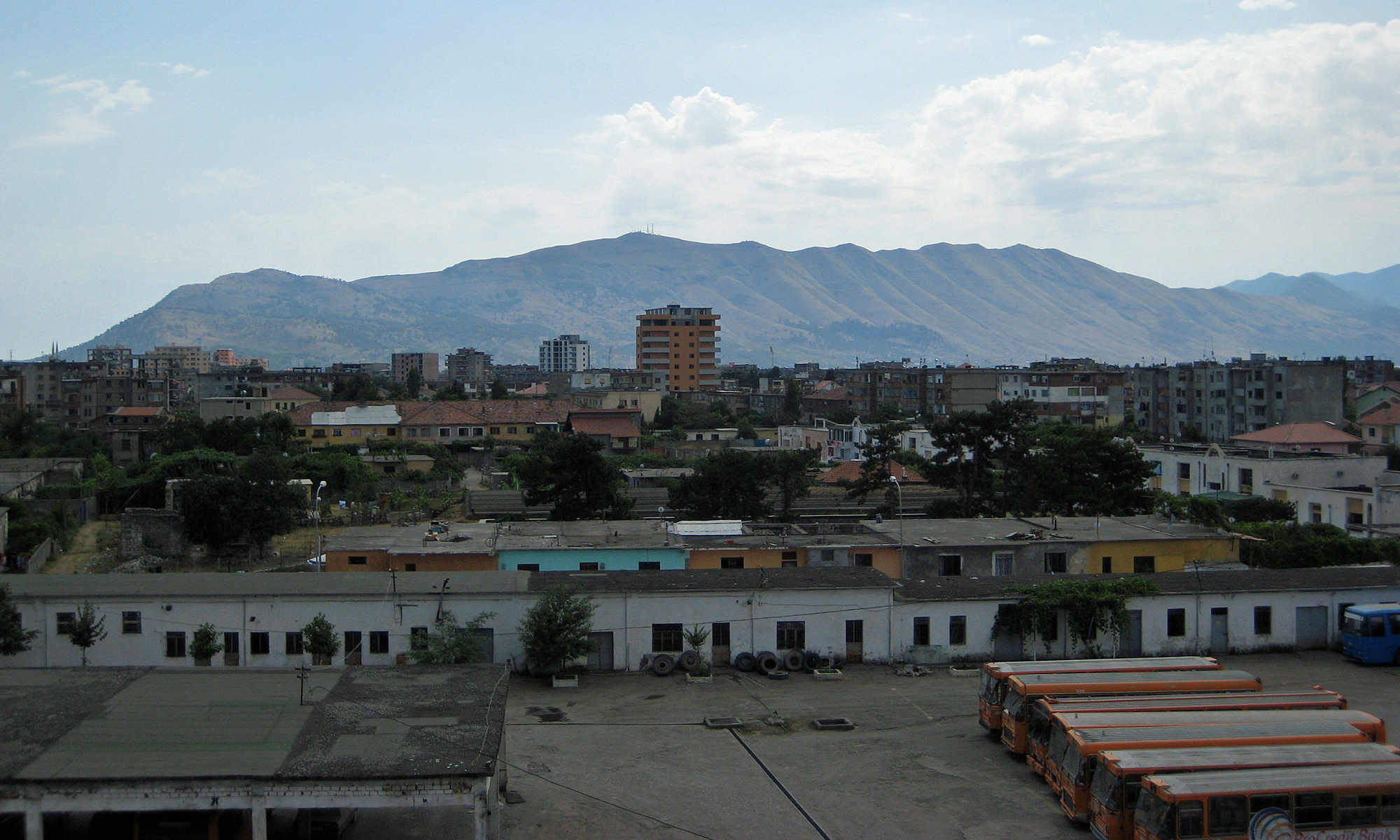
シュコドラから見たタラボシ山

タラボシ山（アルバニア語: Taraboshi  ）は、 アルバニア北西部のシュコドラの西、シロカ、ゾガジ、ヴァラスにある山である。アルバニアとモンテネグロの国境近くにある。 
タラボシ山はルミジャ山の南東の尾根で、シュコダル湖の南岸に平行に伸びている。タラボシュの頂上（593 m）は、この尾根の最高点ではなく、尾根の最高点はマリとゴリシット（651 m）であるが、尾根全体がタラボシと呼ばれている。名前は、タラバという言葉から来ている。これは、フェンスを意味する。 
タラボシ山は1912年と1913年のバルカン戦争でオスマン帝国対モンテネグロ・セルビア軍の激しい戦闘の場になった。この闘いを記念して、アレクサ・サンティッチが「 タラボス 」という曲を書いた。 